# Makaraka

Makaraka est une banlieue externe de la ville de Gisborne, située dans l’Île du Nord de la Nouvelle-Zélande.

## Situation
Elle est localisée dans l’ouest de la cité de Gisborne dans la région de Hawke's Bay.

## Caractéristiques
La caractéristique de la banlieue de Gisborne est d’abriter le circuit de courses de chevaux nommé ‘Makaraka Racecourse’.

## Activité économique
Makaraka fut colonisé par des fermiers d’élevages laitiers au cours du XIXe siècle.
Une laiterie fut construite dans le village en 1989.

## Installations
Le marae de Tarere Marae, localisé près du village de Makaraka, est un lieu de rassemblement tribal des Te Whānau a Iwi (en), un hapū des Te Aitanga ā Māhaki (en).
Il comprend la maison de rencontre nommée ‘Te Aotipu’.

## Éducation
L’école ‘Makaraka School’ est une école publique, mixte, assurant tout le primaire, allant de l’année 1 à 6 .
En 2019, elle avait un taux de décile de 5 et un effectif de 134 élèves ,.